# Mike Braun
Michael K. Braun  (Jasper, 24 de marzo de 1954) es un empresario y político estadounidense que se desempeña como el 52.º gobernador de Indiana desde enero de 2025, antes, sirvió como el senador junior de los Estados Unidos por Indiana de 2019 a 2025. Anteriormente, representó al distrito 63 en la Cámara de Representantes de Indiana de 2014 a 2017. Miembro del Partido Republicano, Braun fue elegido para el Senado de los Estados Unidos en 2018, derrotando al titular demócrata Joe Donnelly.